# Menina Izildinha
Maria Izilda de Castro Ribeiro (Póvoa de Lanhoso, 17 de junho de 1897 — Guimarães, 24 de maio de 1911), mais conhecida como a Menina Izildinha, o Anjo do Senhor, foi uma menina portuguesa a quem se atribuem milagres e curas.
Na década de 1950, os seus parentes residentes no Brasil resolveram trasladá-la para lá. Em 1 de agosto de 1950, 39 anos após sua morte, ao fazerem a exumação de seu corpo, verificaram que ele continuava em perfeito estado, bem como as suas vestes e flores que a adornavam. 
O corpo da Menina Izildinha, vítima de leucemia, encontra-se preservado em um mausoléu na cidade de Monte Alto, estado de São Paulo, Brasil.

## História da Menina Izildinha

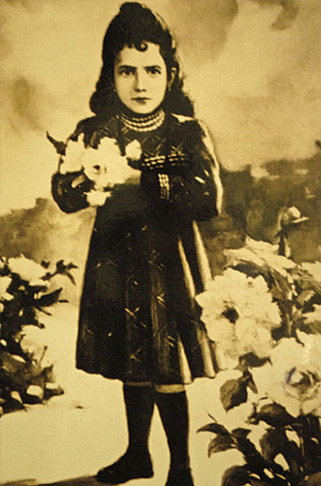
Retrato de Menina Izildinha

Maria Izilda de Castro Ribeiro, conhecida no Brasil como “Menina Izildinha", foi uma menina nascida em Portugal no ano 1897 e falecida com apenas 13 anos. Viveu uma vida simples e cheia de amor. Ela só passou a ser conhecida quando foi exumada 39 anos após sua morte e, para surpresa de todos, seu corpo estava intacto, perfeito, incorrupto, bem como seu vestido e as flores que a circundavam no caixão. A partir de então, a fama de santidade da menina alastrou-se. Grandes graças foram alcançadas por pessoas que recorreram à sua intercessão. Posteriormente seu corpo foi trazido para o Brasil. por um de seus irmãos.

### Origens
Nascida dia 17 de junho de 1897 em Póvoa de Lanhoso, na província do Minho, norte de Portugal.  Maria Izilda foi a primeira filha de João Rodrigues Ribeiro e Alice de Castro e viveu uma vida simples e oculta. 
Maria Izilda foi batizada em 2 de setembro do mesmo ano de seu nascimento com um pormenor interessante: seu padrinho foi o abade do mosteiro de Donim, dom João Duarte de Macedo e sua madrinha foi Nossa Senhora, representada por um advogado da Póvoa de Lanhoso, chamado Doutor Alfredo António Teixeira Ribeiro. Este facto, sem dúvida, pode ter sido decisivo em sua pequena trajetória neste mundo, pois conta-se, por relatos de seus familiares, que ela sempre foi doce, meiga, amorosa e caridosa para com todos.
Quando completou sete anos, em 1904, Izildinha fez o exame da primeira classe e foi aprovada com louvor, evidenciando que aquela menina simples e quieta, guardava uma inteligência singular. Por causa disso e para prosseguir nos estudos, Izildinha ficou morando com seus avós em Póvoa de Lanhoso, enquanto seus pais viviam mudando de cidade. Izilda completou o primário quatro anos depois, aos onze de idade.
Aos nove anos, Izilda fez a primeira comunhão. Na ocasião, seu padrinho, sempre muito atencioso, deu-lhe de presente um carneirinho. A menina deu ao bichinho o nome de Tomé. A Primeira Comunhão deu a Izilda um sentido de aceitação da vida incomum para crianças da sua idade. Isto ficou evidente quando sua mãe a levou para visitar parentes em Lisboa. Para fazerem esta viagem, foi preciso deixar o carneirinho, pelo qual Izilda tinha muito afeto, com amigos. Acontece que os amigos pensaram que o carneirinho tinha-lhes sido doado, abateram-no para comê-lo. Ao voltarem de Lisboa, a mãe dela soube do acontecido e disse à menina que o carneirinho tinha ficado doente e morrera. Izilda aceitou o ocorrido sem resmungar, mantendo sua alegria e doçura mesmo diante de tal sofrimento para uma criança de nove anos.
A idade de onze anos foi marcante para Izilda. Por um lado, foi feliz por ter completado o primário, Por outro, foi triste porque sua avó faleceu e seu avô adoeceu gravemente. Por isso, ela foi para Fafe, morar com os pais e estudar. Depois, foi para Guimarães. Lá, começou a frequentar aulas de piano, patrocinadas pelo seu padrinho. Posteriormente, seu avô melhorou e a levou para Braga, para continuar seus estudos. Sabe-se que, de lá, ela escrevia cartas para sua mãe.
Quando entrou na adolescência, Izildinha começou a ficar doente. Ninguém sabia o que ela tinha. Diziam que era “sangue fraco” ou “sangue pobre”. Pelos sintomas descritos, (caroços no pescoço), poderia ser "linfatismo", causado por uma Leucemia. A princípio, ela recebeu tratamentos caseiros. Como não melhorava, foi levada parra Póvoa de Varzim, para fazer um tratamento mais sério. Chegou a ficar 18 dias num banho de manteiga. Nesse tempo, seu maior sofrimento era ficar longe de seus irmãos e de uma prima Maria dos Anjos. Porém, em meio a todos os sofrimentos, mantinha-se firme na fé, na oração, na devoção a Nossa Senhora, na atenção para com os outros, sem murmurar, reclamar ou, muito menos, praguejar.

### Morte
A Menina Izildinha sentiu que iria falecer em breve e não se perturbou. Ao contrário, continuou com suas orações e devoção e avisou seu avô, dizendo: "Jesus logo me vem buscar". E assim aconteceu. Foi no dia 24 de maio de 1911, às 3 horas da tarde, mesma hora da morte de Nosso Senhor Jesus Cristo. Ela tinha apenas 13 anos.

### A descoberta do corpo incorrupto
Alguns anos se passaram e a família de Izildinha perdeu mais um filho, José. Este foi sepultado num túmulo distante do jazigo da família, como acontecera a Izildinha. Por isso, depois de alguns anos, a família fez o traslado do corpo de José para o túmulo da família. Outro irmão de Izildinha, Altino, que vivia no Brasil., indignou-se com o fato de a família não ter transferido também o corpo de Izildinha para o túmulo da família e pediu que o mesmo fosse feito. A família compreendeu que Altino tinha razão e procedeu a transferência. Porém, ao exumarem o corpo, 39 anos após sua morte, viram, espantados, que a menina estava intacta, incorrupta, bem como suas vestes e as flores que a enfeitaram no caixão. Assim, transferiram o corpo de Izildinha para o túmulo da família.

### Origem do culto à Menina Izildinha
Em Portugal, no túmulo da família de Izildinha, começou uma pequena devoção à santinha. Altino, quando soube do ocorrido, quis trazer o corpo de Izildinha para o Brasil., pois, além de ser apegado a ela, tinha posses, sendo dono de uma indústria alimentícia. E assim aconteceu. Assim, em 1950 o corpo de Izildinha chegou ao túmulo da família de Altino em São Paulo, com grande multidão, festa e devoção. Em 8 de março de 1958 o corpo da Menina Izildinha foi trasladado para uma praça pública, na cidade de Monte Alto, SP, onde Altino morava e construíra um grande mausoléu para a receber.

### Curas e milagres
A partir de então, multidões começaram a ir até ao cemitério da cidade de Monte Alto para pedirem a intercessão da Menina Izildinha e as graças começaram a acontecer. Hoje são inúmeros os testemunhos de curas, e milagres alcançados pela intercessão da Menina Izildinha. Ela ainda não é canonizada pela Igreja Católica, mas o povo a tem como santa. E, de fato, o fenômeno dos corpos incorruptos só acontece na Igreja Católica e com pessoas de vida santa. Trata-se de um fenômeno intrigante e até ao momento inexplicável. De qualquer forma, o exemplo de simplicidade, oração e aceitação dado pela Menina Izildinha é digno de ser observado e imitado. E que um dia, se Deus assim o quiser, ela seja elevada à glória dos altares e cada vez mais conhecida pelo povo.

## Oração da Menina Izildinha, o anjo do Senhor
Menina Izildinha, anjo do Senhor, minha bondosa irmãzinha. Junto a Vós faço humildemente meu pedido cheia de devoção e Fé, para que me concedas a Graça (Fazer o pedido).
Que o Pai, seu Divino Filho Jesus e Maria vos cubram de benção e poder para que possais diminuir o sofrimento a todo aquele que invoque o vosso abençoado Nome. Prometo pagar-vos com boa Fé e crença no Pai, em Jesus, em Maria e em Vós. Serei resignado ás provações que sejam impostas por Deus como remissão das minhas faltas. Tornar-me-ei despido de vaidade, de orgulho e de inveja como estarei sempre pronto a perdoar o mal que de outros receba e dedicar fraternal amor ao próximo.
Que o Pai favoreça a saúde e felicidade de meu lar. Que pelo trabalho honesto do meu esforço obtenha o necessário para a minha manutenção e de meus entes queridos. Que o Pão ganho assim com o suor de meu rosto não baste só para o nosso lar, mas sim sobre para que possamos repartir com os verdadeiros pobres e necessitados que encontramos em nosso caminho ou batam à nossa morada em busca de auxílio.
(Rezar um Pai Nosso e uma Ave Maria).

### Galeria de Fotos da Chegada da Menina Izildinha em Monte Alto SP

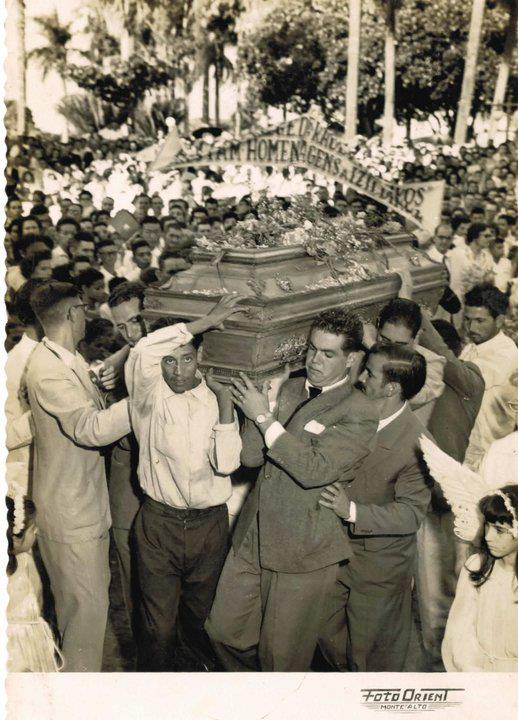
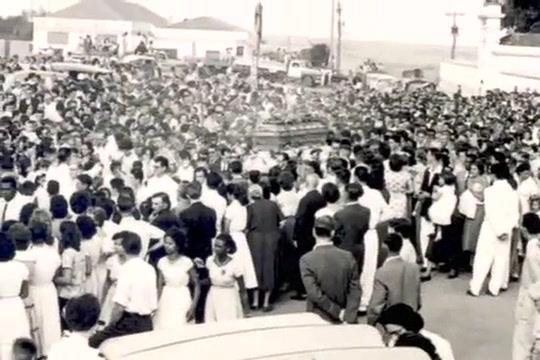
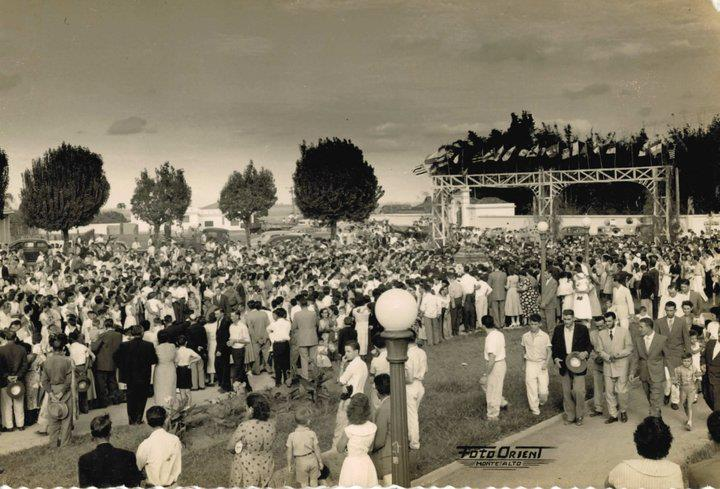
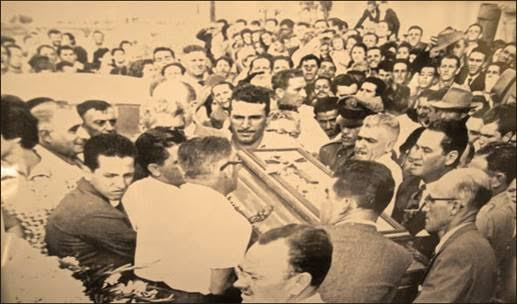
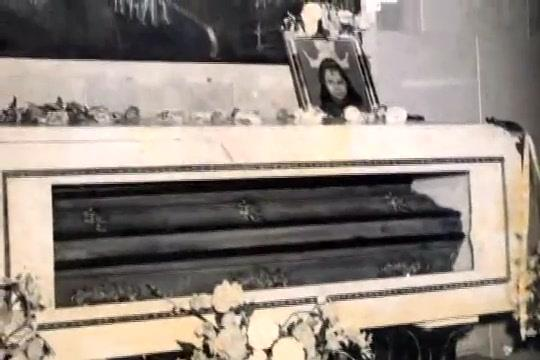
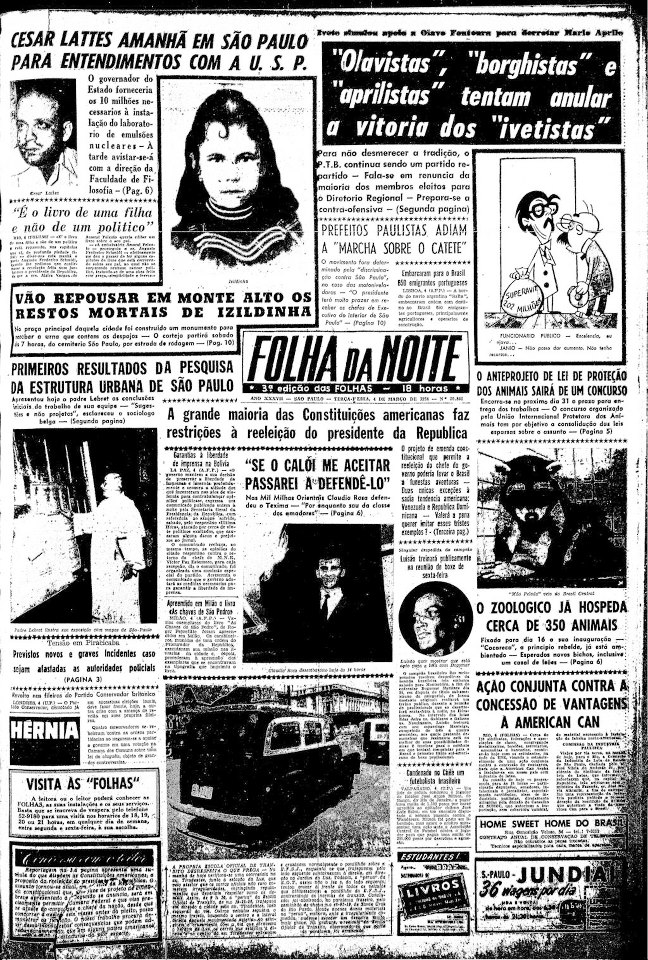

### Fotos da frente do mausoléu da Menina Izildinha.

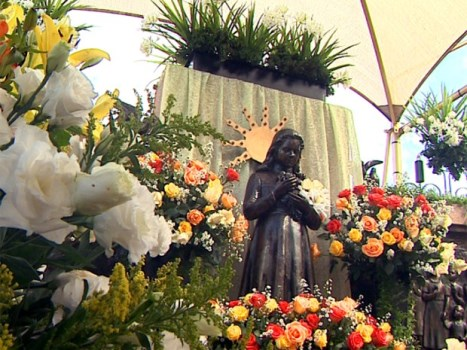
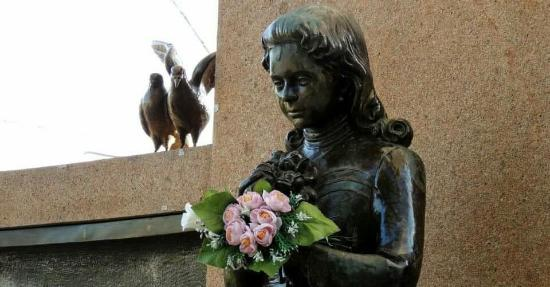
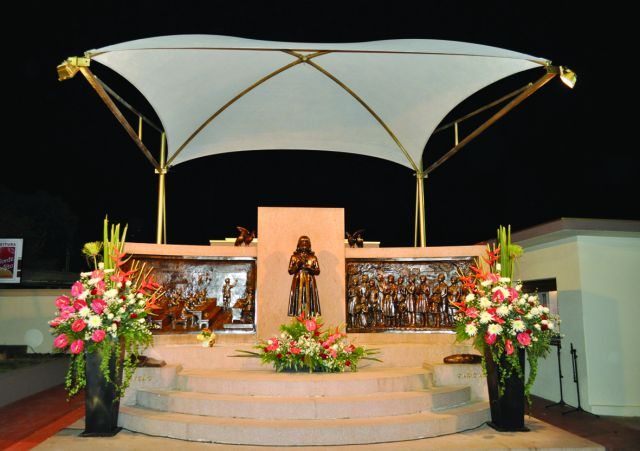
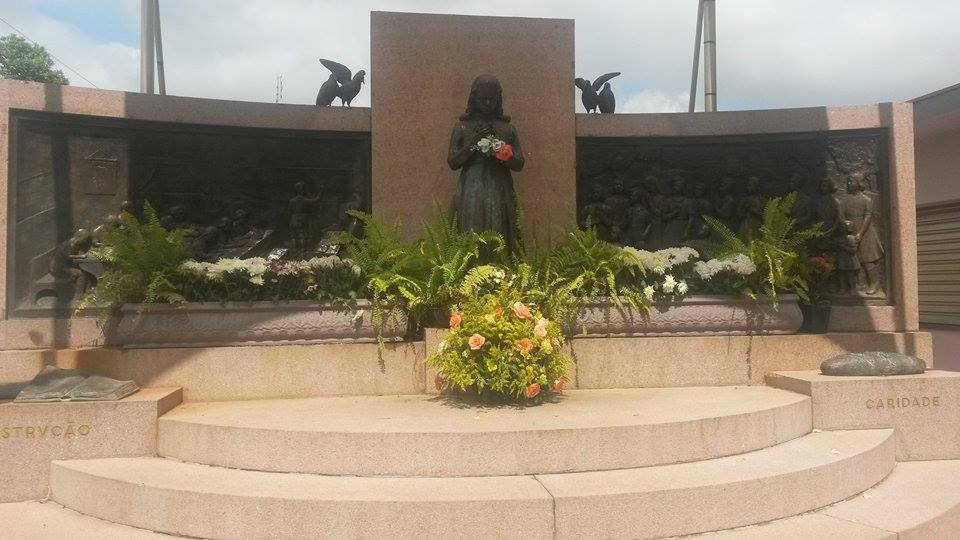
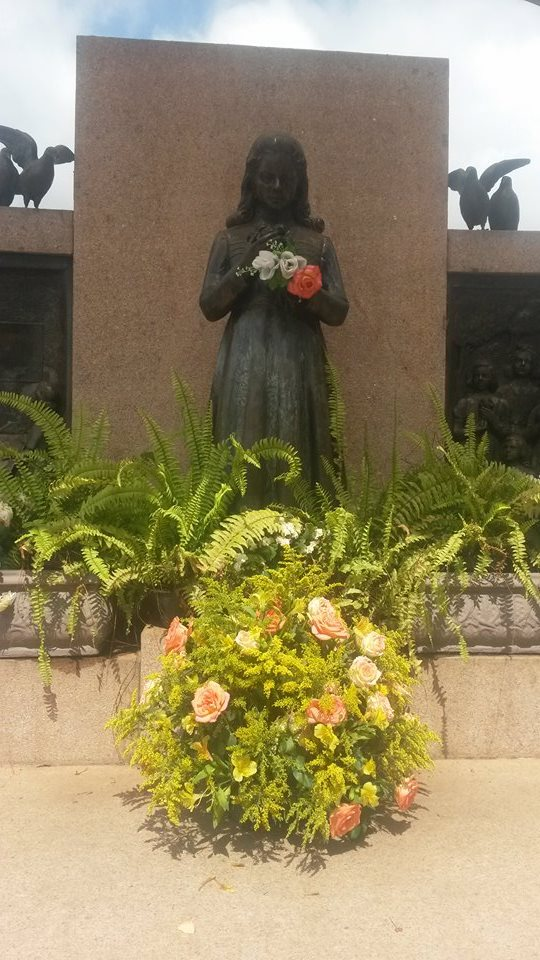

## Local do mausoléu da Menina Izildinha
- Local do Mausoléu da Menina Izildinha no Google Maps.

## Festa da Menina Izildinha
Monte-altenses tem uma tradição de muitos anos de fazer uma festa " Festa da Menina Izildinha ", A renda da festa é em prol do Educandário Menina Izildinha, que acolhe crianças e adolescentes.
Voluntários estarão ajudando a fazer os pratos, que incluem assados, massas, pizza frita, batata assada, calabresa, panqueca, carne seca, sukiyaki, tempura, pastel, peixe, churrasco e kafta, e servir as pessoas que participarão da festa, realizada no pavilhão da Menina Izildinha.
Como é tradição, a festa acontece durante a noite, com exceção dos domingos, quando ela só funciona para o almoço.
Todas as noites, o palco do pavilhão recebe atrações musicais.
Normalmente a "Festa da Menina Izildinha" é sempre no começo do mês de Junho em um Pavilhão de festa e todos são bem-vindos.
- Local da Festa da Menina Izildinha